# GRPレコード
GRPレコード（GRP Records）は、アメリカのフュージョン/アダルト・コンテンポラリーを中心にしたレコード会社。スムーズ・ジャズの最大級のレコード会社でもある。

## 概要
1972年、音楽プロデューサーでピアニストのデイヴ・グルーシン（Dave Grusin）と、音楽プロデューサーのラリー・ローゼン（Larry Rosen）によって音楽プロダクション「グルーシン・ローゼン・プロダクションズ（GRP : Grusin/Rosen Productions）」として発足した。
プロダクション初期はジョン・ルシアン、アール・クルー、リー・リトナー、渡辺貞夫、ジョン・クレマー、パティ・オースティンなどのアルバムのプロデュースを行い、ユナイテッド・アーティスツ、CBS、ABC、エレクトラなどに原盤を供給していた。主にボーカルものよりもインスト系で強く、アール・クルーの『リヴィング・インサイド・ユア・ラヴ』、渡辺貞夫の『カリフォルニア・シャワー』や『モーニング・アイランド』などはグルーシン&ローゼンの代表プロデュース作である。
1974年にアリスタと専属契約して、ザ・ブレッカー・ブラザーズや、リー・リトナー、ハーヴィ・メイソン、ジェフ・ローバーらを世に送っている。
1978年6月、配給者を通じて新レーベル「GRPレコード」を設立。グルーシン自身のリーダー作のほか、デイヴ・ヴァレンティン、スパイロ・ジャイラ、アンジェラ・ボフィル、トム・ブラウン、バーナード・ライト、横倉裕などのアルバムを手掛け、世に送り出した。
1986年、メジャー最大手のMCAに買収され、以降AOR/アダルト・コンテンポラリー界のトップ・レーベルとしての地位を不動のものにした。プロデュース活動20周年を記念した1992年にはレーベル初の本格的ジャズ・オーケストラのGRPオールスター・ビッグ・バンドが結成され、ビッグバンド・ジャズによるスタンダード演奏も大々的に行っており、数少ないがアルトゥーロ・サンドヴァル、ケニー・カークランドらによる4ビートジャズ・アルバムの録音もリリースされている。
現在は親会社の異動もあって、ユニバーサル ミュージック グループ (UMG) のヴァーヴ・ミュージック・グループの傘下にある。

## 沿革
- 1972年 デイヴ・グルーシンとラリー・ローゼンが原盤供給プロダクション「グルーシン・ローゼン・プロダクション」を共同設立。
- 1974年 アリスタ・レコードと契約、内部レーベルとしてアリスタGRPをスタート、レーベル活動を始める。
- 1978年 グルーシン・ローゼン・プロダクションズは配給者を通してアリスタ・レコードを離れ独立、GRPレコード設立。
- 1982年 MCAレコード（現ユニバーサル ミュージック）とディストリビュート契約。
- 1986年 4000万ドルでMCAが買収。正式にMCAの傘下となる。
- 1991年 松下電器産業（現 パナソニック）がMCAを買収。ただしGRPはニューヨーク本部ということから独立している。
- 1992年 プロデュース活動20周年を記念して、所属ミュージシャンによるスペシャルバンド「GRPオールスター・ビッグ・バンド」結成（詳細は後述）。
- 1994年 プロデューサーのトミー・リピューマがMCAの役員に入ったので、自動的にGRPの社長に就任。グルーシンとローゼンは経営を離れて専属プロデューサーに。
- 1995年 シーグラムが松下電器産業よりMCAを買収、1997年にMCAレコードをユニバーサル ミュージックに変更、その傘下に入る。

## 主なアーティスト
- アール・クルー (プロダクション初期)
- アーバン・ナイツ (1995年-1997年)
- アコースティック・アルケミー (1987年-1998年)
- アルトゥーロ・サンドヴァル
- イエロージャケッツ (1986年-1995年)
- エリック・マリエンサル (1987年-1994年)
- オマー・ハキム
- キム・ペンシル
- ジェフ・ゴルブ
- ジェフ・ローバー (プロダクション初期)
- ジェラルド・アルブライト (2002年-2004年)
- ジョージ・ベンソン (1998年-1999年)
- ジョージ・ハワード
- ジョイス・クーリング
- ジョン・パティトゥッチ
- スパイロ・ジャイラ (1978年-1998年)
- スペシャルEFX (1984年-1993年)
- セルジオ・サルヴァトーレ
- ダイアン・シューア
- デイヴ・ウェックル
- デイヴ・グルーシン (プロダクション初期-)
- デイヴ・ヴァレンティン (1978年-1994年)
- デイヴィッド・ベノワ (1987年-2003年)
- トム・スコット (1987年-1997年)
- トム・ブラウン (1979年-1983年)
- ネルソン・ランジェル　(1989年-1998年)
- バーニー・ウィリアムス (2003年)
- パティ・オースティン (プロダクション初期、1990年-1994年)
- ブライアン・カルバートソン (2005年-)
- ザ・ブレッカー・ブラザーズ (1992年-1994年)
- マーカス・ミラー (初期;スタッフ・ミュージシャンとして)
- マーク・アントワン (2000年-2003年)
- マイケル・ブレッカー (1990年)
- ミンディ・エイベア (2003年-2006年)
- ユタカ (横倉裕)
- ラス・フリーマン (1987年-1997年)
- ラムゼイ・ルイス (1992年-1998年)
- ラリー・カールトン (1986年-1997年)
- ランディ・ブレッカー
- ザ・リッピントンズ (1987年-1997年)
- リー・リトナー (プロダクション初期、1984年-1996年)
- リチャード・エリオット

※括弧内は契約期間

## GRPオールスター・ビッグ・バンド
1992年、GRPレコード初の本格的ジャズ・オーケストラとして、当時の所属ミュージシャン及びその関連ミュージシャンによるビッグバンド「GRPオールスター・ビッグ・バンド」が結成され、スタンダード・ナンバーを収録した記念アルバム『GRPオールスター・ビッグ・バンド・プレイズ・ジャズ・スタンダーズ』が発表された。当初はビッグバンドとしては記念アルバムだけの予定であったが、アルバムが好評を博したことから翌1993年、東京の昭和女子大学人見記念講堂でのライブを皮切りに世界ツアーを行い、同年1月31日に東京・五反田のゆうぽうとで収録されたライブを収めたアルバムも発売された。1994年には、ブルースを集めたアルバム『オール・ブルース』を発表、グラミー賞の最優秀ジャズ・アンサンブル賞を受賞した。